# Oreophryne habbemensis
Oreophryne habbemensis é uma espécie de anfíbio anuro da família Microhylidae.
É endémica da Nova Guiné Ocidental na Indonésia.
Os seus habitats naturais são: campos rupestres subtropicais ou tropicais.
Está ameaçada por perda de habitat.